# Vítězslav Brožík
Vítězslav Brožík (*22. prosinec 1985, Brozany) je český fotbalový útočník, momentálně působící v divizním klubu ASK Lovosice.
S fotbalem začínal v domovských Brozanech, pak si ho obhlédly Teplice, kam ve svých 11 letech přestoupil. V roce 2001 začal hrát za A mužstvo v Teplicích, kde potom strávil 5 let + jeden rok hostování v FK Ústí nad Labem. Poté přestoupil do Slovácka, kde strávil jen jednu sezonu. Po tomto roce vystřídal ještě 2 kluby po jedné sezoně. V roce 2009 přestoupil z Liberce do Příbrami. V lize se výrazněji neprosadil a v kariéře pokračoval v třetiligové Roudnici a od léta 2013 v divizních Lovosicích.
V září 2013 byl zadržen policií kvůli podezření z manipulace zápasů ve prospěch asijských sázkařských gangů. V roce 2016 byl v této věci pravomocně odsouzen k 10 měsícům podmíněnému trestu odnětí svobody, když se pokoušel ovlivnit brankáře FC MAS Táborsko Lukáše Varyše, aby zmanipuloval zápasy juniorské ligy se Spartou a ostravským Baníkem.